# Villard-Sallet
Pour les articles homonymes, voir Villard.
Villard-Sallet est une commune française située dans le département de la Savoie, en région Auvergne-Rhône-Alpes.

## Urbanisme

### Typologie
Au 1er janvier 2024, Villard-Sallet est catégorisée commune rurale à habitat dispersé, selon la nouvelle grille communale de densité à sept niveaux définie par l'Insee en 2022.
Elle est située hors unité urbaine. Par ailleurs la commune fait partie de l'aire d'attraction de Valgelon-La Rochette, dont elle est une commune de la couronne,. Cette aire, qui regroupe 13 communes, est catégorisée dans les aires de moins de 50 000 habitants,.

### Occupation des sols
L'occupation des sols de la commune, telle qu'elle ressort de la base de données européenne d’occupation biophysique des sols Corine Land Cover (CLC), est marquée par l'importance des territoires agricoles (73,7 % en 2018), en augmentation par rapport à 1990 (37,7 %). La répartition détaillée en 2018 est la suivante : 
zones agricoles hétérogènes (43,8 %), prairies (29,9 %), forêts (26,3 %).
L'IGN met par ailleurs à disposition un outil en ligne permettant de comparer l’évolution dans le temps de l’occupation des sols de la commune (ou de territoires à des échelles différentes). Plusieurs époques sont accessibles sous forme de cartes ou photos aériennes : la carte de Cassini (XVIIIe siècle), la carte d'état-major (1820-1866) et la période actuelle (1950 à aujourd'hui).

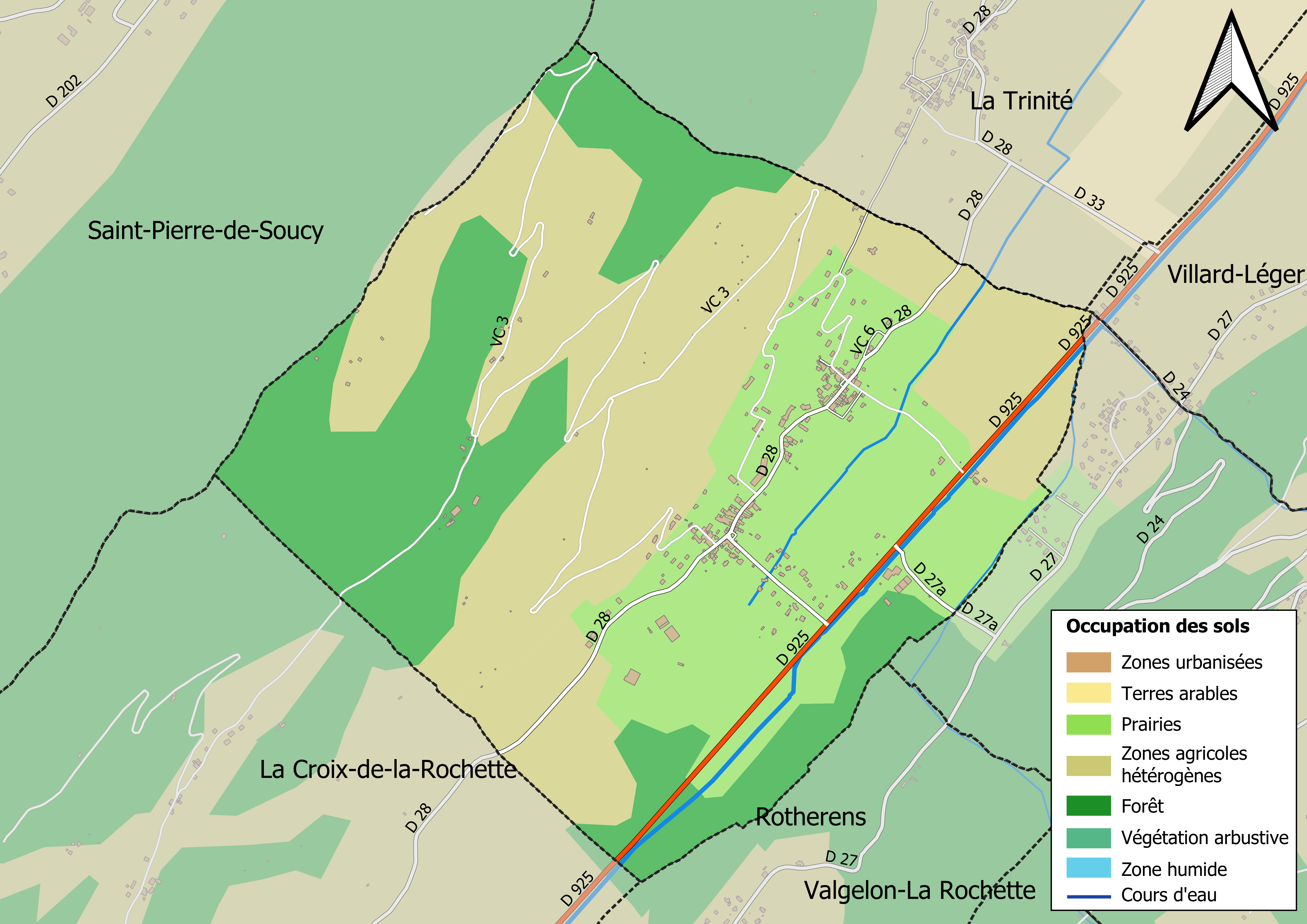
Carte des infrastructures et de l'occupation des sols en 2018 (CLC) de la commune.
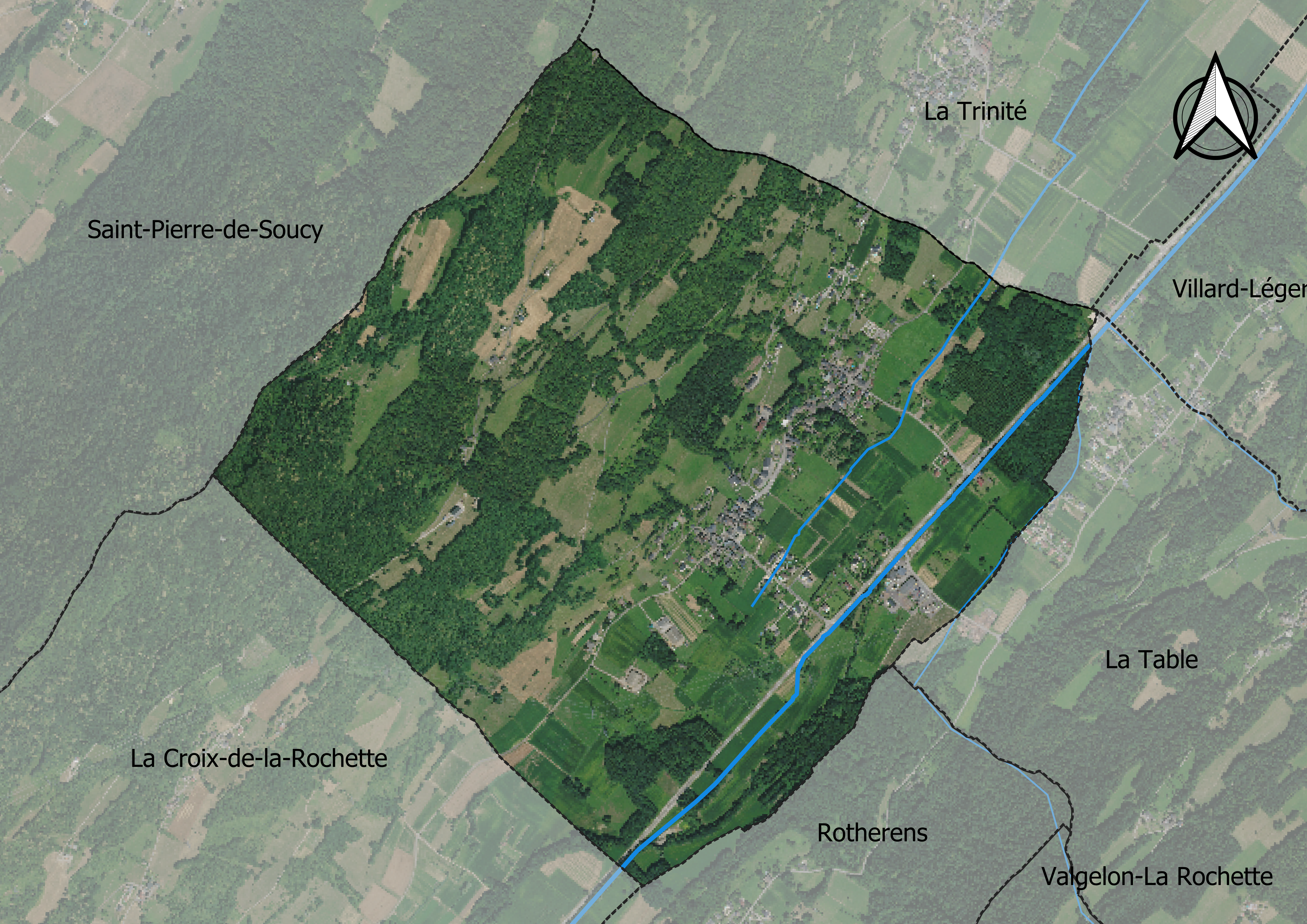
Carte orthophotogrammétrique de la commune.

## Toponymie
En francoprovençal, le nom de la commune s'écrit Vlâ Salè, selon la graphie de Conflans.

## Politique et administration
| Période                                  | Période   | Identité               | Étiquette | Qualité |
| ---------------------------------------- | --------- | ---------------------- | --------- | ------- |
| mars 2001                                | mars 2008 | Jean-François Masset   | ...       | ...     |
| mars 2008                                | En cours  | Jean-Claude Mestrallet | ...       | ...     |
| Les données manquantes sont à compléter. |           |                        |           |         |

La commune est membre de la Communauté de communes Cœur de Savoie. Elle appartient au Territoire du Cœur de Savoie, qui regroupe une quarantaine de communes de la Combe de Savoie et du Val Gelon.

## Démographie
L'évolution du nombre d'habitants est connue à travers les recensements de la population effectués dans la commune depuis 1793. Pour les communes de moins de 10 000 habitants, une enquête de recensement portant sur toute la population est réalisée tous les cinq ans, les populations de référence des années intermédiaires étant quant à elles estimées par interpolation ou extrapolation. Pour la commune, le premier recensement exhaustif entrant dans le cadre du nouveau dispositif a été réalisé en 2004.

En 2022, la commune comptait 297 habitants, en évolution de +2,41 % par rapport à 2016 (Savoie : +3,63 %, France hors Mayotte : +2,11 %).
| 1793 | 1800 | 1806 | 1822 | 1838 | 1848 | 1858 | 1861 | 1866 |
| ---- | ---- | ---- | ---- | ---- | ---- | ---- | ---- | ---- |
| 344  | 417  | 412  | 526  | 470  | 511  | 484  | 466  | 485  |

| 1872 | 1876 | 1881 | 1886 | 1891 | 1896 | 1901 | 1906 | 1911 |
| ---- | ---- | ---- | ---- | ---- | ---- | ---- | ---- | ---- |
| 504  | 493  | 454  | 437  | 417  | 369  | 344  | 314  | 297  |

| 1921 | 1926 | 1931 | 1936 | 1946 | 1954 | 1962 | 1968 | 1975 |
| ---- | ---- | ---- | ---- | ---- | ---- | ---- | ---- | ---- |
| 229  | 231  | 210  | 186  | 211  | 181  | 181  | 193  | 191  |

| 1982 | 1990 | 1999 | 2004 | 2006 | 2009 | 2014 | 2019 | 2022 |
| ---- | ---- | ---- | ---- | ---- | ---- | ---- | ---- | ---- |
| 202  | 217  | 225  | 213  | 205  | 238  | 285  | 290  | 297  |

## Culture locale et patrimoine

### Lieux et monuments
- Château de Montmayeur

Ancien château fort du XIIe – XIIIe siècle, berceau de la famille de Montmayeur, au Moyen Âge, centre de la seigneurie de Montmayeur, élevée en comté en 1449, en ruines aujourd'hui. On peut voir la tour nord-est, restaurée, la tour ouest et les vestiges d'autres bâtiments (bourg castral) mis au jour lors des fouilles réalisées sur le site.
- maison forte du Bornel, possession du comte de Montmayeur.

### Personnalités liées à la commune
- Marion Poitevin (1985 -), alpiniste française, y vit[12].